# Barbra Joan Streisand (album)
| Recensione | Giudizio |
| ---------- | -------- |
| AllMusic   |          |

Barbra Joan Streisand è il tredicesimo album in studio della cantante statunitense Barbra Streisand, pubblicato nel 1971 dalla Columbia Records.

## Tracce
Lato A
1. Beautiful – 2:15 (King)
2. Love – 3:04 (Lennon)
3. Where You Lead – 2:54 (King, Stern)
4. I Never Meant To Hurt You – 3:49 (Nyro)
5. Medley – 6:33 (testo: David – musica: Bacharach)

Lato B
1. Space Captain – 3:18 (Moore)
2. Since I Fell for You – 3:26 (Johnson)
3. Mother – 4:36 (Lennon)
4. The Summer Knows – 3:43 (testo: A. Bergman, M. Bergman – musica: Legrand)
5. I Mean to Shine – 2:53 (Becker, Fagen)
6. You've Got a Friend – 4:55 (King)

## Classifiche
| Classifica (1971) | Posizione massima |
| ----------------- | ----------------- |
| Canada            | 21                |
| Stati Uniti       | 11                |